# Thomas Prenn
Thomas Prenn (* 10. Juni 1994 in Innichen, Südtirol) ist ein italienischer Schauspieler.

## Leben
Thomas Prenn wuchs, mit Deutsch als Muttersprache, in Toblach im Pustertal auf.
Von 2014 bis 2018 absolvierte er sein Schauspielstudium an der Hochschule für Schauspielkunst „Ernst Busch“ in Berlin. Während seines Studiums hatte er bereits Engagements am Teatro alla Scala (2016), am Deutschen Theater Berlin (2017) und an der Volksbühne Berlin (2017), wo er in Inszenierungen von Peter Stein, Stefan Pucher und Kieran Joel auftrat. Mit dem freien Theaterprojekt Odyssee gewann er den Ensemble-Preis beim Schauspielschultreffen 2017 in Stuttgart.
Seit der Spielzeit 2018/19 ist Prenn festes Ensemblemitglied am Badischen Staatstheater Karlsruhe. Er debütierte dort in dem brasilianisch-deutschen Theaterprojekt Fremde Heimat. Außerdem gehörte er zum Ensemble der deutschen Erstaufführung des dramatischen Gedichts europa flieht nach europa von Miroslava Svolikova. Zu seinen weiteren Rollen in der Spielzeit 2018/19 gehörten die Rollen Valentin/Brander in der Faust I-Inszenierung von Michael Talke und ab Januar 2019 der jugendliche Liebhaber Claudio in der Shakespeare-Komödie Viel Lärm um Nichts.
Prenn stand bereits in einigen Kino- und TV-Produktionen vor der Kamera. Bereits vor seiner Schauspielausbildung spielte er die männliche Hauptrolle in dem Südtiroler Kriegsdrama Tränen der Sextner Dolomiten (2014). Er verkörperte darin den aus einer italienisch-deutschen Ehe stammenden Franz Anderlacher, der 1915 als Standschütze zum Militärdienst an die Dolomitenfront eingezogen wird.
In der Literaturverfilmung Der namenlose Tag (2017) von Regisseur Volker Schlöndorff stellte er einen jungen Mann aus der Gothic-Szene dar. Seine erste TV-Hauptrolle spielte Prenn im „Schwarzwald-Tatort“: Im Tatort: Damian (Erstausstrahlung: 23. Dezember 2018) verkörperte er die Titelfigur, den psychisch kranken Jura-Studenten Damian Rombach. Prenns darstellerische Leistung, unter anderem als „intensiv“ und „faszinierend“ charakterisiert, wurde in zahlreichen Kritiken positiv gewürdigt. Er erhielt dafür den Studio Hamburg Nachwuchspreis 2019. In der von Sky Deutschland produzierten Mini-Serie 8 Tage verkörperte er in einer durchgehenden Rolle den schwerkranken Ben, den Freund der jugendlichen weiblichen Hauptfigur Nora (Luisa-Céline Gaffron), der nur noch wenige Monate zu leben hat. Im Kölner Tatort: Kein Mitleid, keine Gnade (Erstausstrahlung: Januar 2020) spielte Prenn den „vielschichtigsten Charakter“ des Krimis, den „hochgradig ambivalenten“ Schüler Paul Hünecke, den Freund des Mordopfers. Für Hochwald wurde er im Rahmen der Verleihung des Österreichischen Filmpreises 2021 in der Kategorie Bester männlicher Darsteller ausgezeichnet.
Thomas Prenn lebt in Berlin.

## Filmografie (Auswahl)
- 2014: Tränen der Sextner Dolomiten (Kinofilm)
- 2017: Der namenlose Tag (Fernsehfilm)
- 2018: Servus Baby (Fernsehserie)
- 2018: Tatort: Damian (Fernsehreihe)
- 2019: 8 Tage (Fernsehserie)
- 2020: Tatort: Kein Mitleid, keine Gnade (Fernsehreihe)
- 2020–2021: Biohackers (Fernsehserie)
- 2020: Hochwald (Kinofilm)
- 2021: Große Freiheit (Kinofilm)
- 2021: Tatort: Luna frisst oder stirbt (Fernsehreihe)
- 2023: Sterne unter der Stadt (Kinofilm)
- 2023: Die Mittagsfrau (Kinofilm)
- 2023: Deutsches Haus (Fernsehserie)
- 2024: Querschuss (Fernsehfilm)
- 2024: Mord auf dem Inka-Pfad (Fernsehvierteiler)
- 2025: Landkrimi – Acht (Fernsehreihe)
- 2025: Zweitland (Kinofilm)

## Auszeichnungen
- Österreichischer Filmpreis 2021 – Auszeichnung in der Kategorie Bester männlicher Darsteller für Hochwald[16]
- Österreichischer Filmpreis 2022 – Auszeichnung in der Kategorie Beste männliche Nebenrolle für Große Freiheit[17]